# Szachowe dzieciństwo
Szachowe dzieciństwo (ang. Searching for Bobby Fischer) – amerykański film biograficzny z 1993 roku w reżyserii Stevena Zailliana; adaptacja książki Freda Waitzkina opisującej dzieciństwo jego syna Josha.
W Wielkiej Brytanii film ten dystrybuowany był pod tytułem Innocent Moves (pol. Niewinne posunięcia). W 1994 roku reżyser Steven Zaillian otrzymał za Szachowe dzieciństwo nagrodę MTV Movie Award w kategorii Najlepszy nowy twórca.
Dodatkową atrakcją filmu jest udział dwóch czołowych amerykańskich arcymistrzów, Joela Benjamina i Romana Dżindżichaszwilego, jak również mistrza międzynarodowego Kamrana Shiraziego.

## Obsada
| Max Pomeranc       | Josh Waitzkin     |
| Joe Mantegna       | Fred Waitzkin     |
| Joan Allen         | Bonnie Waitzkin   |
| Ben Kingsley       | Bruce Pandolfini  |
| Laurence Fishburne | Vinnie            |
| Michael Nirenberg  | Jonathan Poe      |
| Robert Stephens    | nauczyciel Poego  |
| David Paymer       | Kalev             |
| Hal Scardino       | Morgan            |
| William H. Macy    | ojciec Tunafisha  |
| Dan Hedaya         | dyrektor turnieju |
| Laura Linney       | nauczycielka      |

## Pojedynek Poe - Waitzkin
|   | a | b | c | d | e | f | g | h |   |
| 8 | c8 – Czarna wieża · d8 – Czarny goniec · a7 – Czarny pionek · g7 – Czarny pionek · b6 – Czarny skoczek · e6 – Biały król · f6 – Biały pionek · e5 – Biała wieża · g5 – Biały goniec · e4 – Biały skoczek · h4 – Biały pionek · c2 – Czarny król | c8 – Czarna wieża · d8 – Czarny goniec · a7 – Czarny pionek · g7 – Czarny pionek · b6 – Czarny skoczek · e6 – Biały król · f6 – Biały pionek · e5 – Biała wieża · g5 – Biały goniec · e4 – Biały skoczek · h4 – Biały pionek · c2 – Czarny król | c8 – Czarna wieża · d8 – Czarny goniec · a7 – Czarny pionek · g7 – Czarny pionek · b6 – Czarny skoczek · e6 – Biały król · f6 – Biały pionek · e5 – Biała wieża · g5 – Biały goniec · e4 – Biały skoczek · h4 – Biały pionek · c2 – Czarny król | c8 – Czarna wieża · d8 – Czarny goniec · a7 – Czarny pionek · g7 – Czarny pionek · b6 – Czarny skoczek · e6 – Biały król · f6 – Biały pionek · e5 – Biała wieża · g5 – Biały goniec · e4 – Biały skoczek · h4 – Biały pionek · c2 – Czarny król | c8 – Czarna wieża · d8 – Czarny goniec · a7 – Czarny pionek · g7 – Czarny pionek · b6 – Czarny skoczek · e6 – Biały król · f6 – Biały pionek · e5 – Biała wieża · g5 – Biały goniec · e4 – Biały skoczek · h4 – Biały pionek · c2 – Czarny król | c8 – Czarna wieża · d8 – Czarny goniec · a7 – Czarny pionek · g7 – Czarny pionek · b6 – Czarny skoczek · e6 – Biały król · f6 – Biały pionek · e5 – Biała wieża · g5 – Biały goniec · e4 – Biały skoczek · h4 – Biały pionek · c2 – Czarny król | c8 – Czarna wieża · d8 – Czarny goniec · a7 – Czarny pionek · g7 – Czarny pionek · b6 – Czarny skoczek · e6 – Biały król · f6 – Biały pionek · e5 – Biała wieża · g5 – Biały goniec · e4 – Biały skoczek · h4 – Biały pionek · c2 – Czarny król | c8 – Czarna wieża · d8 – Czarny goniec · a7 – Czarny pionek · g7 – Czarny pionek · b6 – Czarny skoczek · e6 – Biały król · f6 – Biały pionek · e5 – Biała wieża · g5 – Biały goniec · e4 – Biały skoczek · h4 – Biały pionek · c2 – Czarny król | 8 |
| 7 | c8 – Czarna wieża · d8 – Czarny goniec · a7 – Czarny pionek · g7 – Czarny pionek · b6 – Czarny skoczek · e6 – Biały król · f6 – Biały pionek · e5 – Biała wieża · g5 – Biały goniec · e4 – Biały skoczek · h4 – Biały pionek · c2 – Czarny król | c8 – Czarna wieża · d8 – Czarny goniec · a7 – Czarny pionek · g7 – Czarny pionek · b6 – Czarny skoczek · e6 – Biały król · f6 – Biały pionek · e5 – Biała wieża · g5 – Biały goniec · e4 – Biały skoczek · h4 – Biały pionek · c2 – Czarny król | c8 – Czarna wieża · d8 – Czarny goniec · a7 – Czarny pionek · g7 – Czarny pionek · b6 – Czarny skoczek · e6 – Biały król · f6 – Biały pionek · e5 – Biała wieża · g5 – Biały goniec · e4 – Biały skoczek · h4 – Biały pionek · c2 – Czarny król | c8 – Czarna wieża · d8 – Czarny goniec · a7 – Czarny pionek · g7 – Czarny pionek · b6 – Czarny skoczek · e6 – Biały król · f6 – Biały pionek · e5 – Biała wieża · g5 – Biały goniec · e4 – Biały skoczek · h4 – Biały pionek · c2 – Czarny król | c8 – Czarna wieża · d8 – Czarny goniec · a7 – Czarny pionek · g7 – Czarny pionek · b6 – Czarny skoczek · e6 – Biały król · f6 – Biały pionek · e5 – Biała wieża · g5 – Biały goniec · e4 – Biały skoczek · h4 – Biały pionek · c2 – Czarny król | c8 – Czarna wieża · d8 – Czarny goniec · a7 – Czarny pionek · g7 – Czarny pionek · b6 – Czarny skoczek · e6 – Biały król · f6 – Biały pionek · e5 – Biała wieża · g5 – Biały goniec · e4 – Biały skoczek · h4 – Biały pionek · c2 – Czarny król | c8 – Czarna wieża · d8 – Czarny goniec · a7 – Czarny pionek · g7 – Czarny pionek · b6 – Czarny skoczek · e6 – Biały król · f6 – Biały pionek · e5 – Biała wieża · g5 – Biały goniec · e4 – Biały skoczek · h4 – Biały pionek · c2 – Czarny król | c8 – Czarna wieża · d8 – Czarny goniec · a7 – Czarny pionek · g7 – Czarny pionek · b6 – Czarny skoczek · e6 – Biały król · f6 – Biały pionek · e5 – Biała wieża · g5 – Biały goniec · e4 – Biały skoczek · h4 – Biały pionek · c2 – Czarny król | 7 |
| 6 | c8 – Czarna wieża · d8 – Czarny goniec · a7 – Czarny pionek · g7 – Czarny pionek · b6 – Czarny skoczek · e6 – Biały król · f6 – Biały pionek · e5 – Biała wieża · g5 – Biały goniec · e4 – Biały skoczek · h4 – Biały pionek · c2 – Czarny król | c8 – Czarna wieża · d8 – Czarny goniec · a7 – Czarny pionek · g7 – Czarny pionek · b6 – Czarny skoczek · e6 – Biały król · f6 – Biały pionek · e5 – Biała wieża · g5 – Biały goniec · e4 – Biały skoczek · h4 – Biały pionek · c2 – Czarny król | c8 – Czarna wieża · d8 – Czarny goniec · a7 – Czarny pionek · g7 – Czarny pionek · b6 – Czarny skoczek · e6 – Biały król · f6 – Biały pionek · e5 – Biała wieża · g5 – Biały goniec · e4 – Biały skoczek · h4 – Biały pionek · c2 – Czarny król | c8 – Czarna wieża · d8 – Czarny goniec · a7 – Czarny pionek · g7 – Czarny pionek · b6 – Czarny skoczek · e6 – Biały król · f6 – Biały pionek · e5 – Biała wieża · g5 – Biały goniec · e4 – Biały skoczek · h4 – Biały pionek · c2 – Czarny król | c8 – Czarna wieża · d8 – Czarny goniec · a7 – Czarny pionek · g7 – Czarny pionek · b6 – Czarny skoczek · e6 – Biały król · f6 – Biały pionek · e5 – Biała wieża · g5 – Biały goniec · e4 – Biały skoczek · h4 – Biały pionek · c2 – Czarny król | c8 – Czarna wieża · d8 – Czarny goniec · a7 – Czarny pionek · g7 – Czarny pionek · b6 – Czarny skoczek · e6 – Biały król · f6 – Biały pionek · e5 – Biała wieża · g5 – Biały goniec · e4 – Biały skoczek · h4 – Biały pionek · c2 – Czarny król | c8 – Czarna wieża · d8 – Czarny goniec · a7 – Czarny pionek · g7 – Czarny pionek · b6 – Czarny skoczek · e6 – Biały król · f6 – Biały pionek · e5 – Biała wieża · g5 – Biały goniec · e4 – Biały skoczek · h4 – Biały pionek · c2 – Czarny król | c8 – Czarna wieża · d8 – Czarny goniec · a7 – Czarny pionek · g7 – Czarny pionek · b6 – Czarny skoczek · e6 – Biały król · f6 – Biały pionek · e5 – Biała wieża · g5 – Biały goniec · e4 – Biały skoczek · h4 – Biały pionek · c2 – Czarny król | 6 |
| 5 | c8 – Czarna wieża · d8 – Czarny goniec · a7 – Czarny pionek · g7 – Czarny pionek · b6 – Czarny skoczek · e6 – Biały król · f6 – Biały pionek · e5 – Biała wieża · g5 – Biały goniec · e4 – Biały skoczek · h4 – Biały pionek · c2 – Czarny król | c8 – Czarna wieża · d8 – Czarny goniec · a7 – Czarny pionek · g7 – Czarny pionek · b6 – Czarny skoczek · e6 – Biały król · f6 – Biały pionek · e5 – Biała wieża · g5 – Biały goniec · e4 – Biały skoczek · h4 – Biały pionek · c2 – Czarny król | c8 – Czarna wieża · d8 – Czarny goniec · a7 – Czarny pionek · g7 – Czarny pionek · b6 – Czarny skoczek · e6 – Biały król · f6 – Biały pionek · e5 – Biała wieża · g5 – Biały goniec · e4 – Biały skoczek · h4 – Biały pionek · c2 – Czarny król | c8 – Czarna wieża · d8 – Czarny goniec · a7 – Czarny pionek · g7 – Czarny pionek · b6 – Czarny skoczek · e6 – Biały król · f6 – Biały pionek · e5 – Biała wieża · g5 – Biały goniec · e4 – Biały skoczek · h4 – Biały pionek · c2 – Czarny król | c8 – Czarna wieża · d8 – Czarny goniec · a7 – Czarny pionek · g7 – Czarny pionek · b6 – Czarny skoczek · e6 – Biały król · f6 – Biały pionek · e5 – Biała wieża · g5 – Biały goniec · e4 – Biały skoczek · h4 – Biały pionek · c2 – Czarny król | c8 – Czarna wieża · d8 – Czarny goniec · a7 – Czarny pionek · g7 – Czarny pionek · b6 – Czarny skoczek · e6 – Biały król · f6 – Biały pionek · e5 – Biała wieża · g5 – Biały goniec · e4 – Biały skoczek · h4 – Biały pionek · c2 – Czarny król | c8 – Czarna wieża · d8 – Czarny goniec · a7 – Czarny pionek · g7 – Czarny pionek · b6 – Czarny skoczek · e6 – Biały król · f6 – Biały pionek · e5 – Biała wieża · g5 – Biały goniec · e4 – Biały skoczek · h4 – Biały pionek · c2 – Czarny król | c8 – Czarna wieża · d8 – Czarny goniec · a7 – Czarny pionek · g7 – Czarny pionek · b6 – Czarny skoczek · e6 – Biały król · f6 – Biały pionek · e5 – Biała wieża · g5 – Biały goniec · e4 – Biały skoczek · h4 – Biały pionek · c2 – Czarny król | 5 |
| 4 | c8 – Czarna wieża · d8 – Czarny goniec · a7 – Czarny pionek · g7 – Czarny pionek · b6 – Czarny skoczek · e6 – Biały król · f6 – Biały pionek · e5 – Biała wieża · g5 – Biały goniec · e4 – Biały skoczek · h4 – Biały pionek · c2 – Czarny król | c8 – Czarna wieża · d8 – Czarny goniec · a7 – Czarny pionek · g7 – Czarny pionek · b6 – Czarny skoczek · e6 – Biały król · f6 – Biały pionek · e5 – Biała wieża · g5 – Biały goniec · e4 – Biały skoczek · h4 – Biały pionek · c2 – Czarny król | c8 – Czarna wieża · d8 – Czarny goniec · a7 – Czarny pionek · g7 – Czarny pionek · b6 – Czarny skoczek · e6 – Biały król · f6 – Biały pionek · e5 – Biała wieża · g5 – Biały goniec · e4 – Biały skoczek · h4 – Biały pionek · c2 – Czarny król | c8 – Czarna wieża · d8 – Czarny goniec · a7 – Czarny pionek · g7 – Czarny pionek · b6 – Czarny skoczek · e6 – Biały król · f6 – Biały pionek · e5 – Biała wieża · g5 – Biały goniec · e4 – Biały skoczek · h4 – Biały pionek · c2 – Czarny król | c8 – Czarna wieża · d8 – Czarny goniec · a7 – Czarny pionek · g7 – Czarny pionek · b6 – Czarny skoczek · e6 – Biały król · f6 – Biały pionek · e5 – Biała wieża · g5 – Biały goniec · e4 – Biały skoczek · h4 – Biały pionek · c2 – Czarny król | c8 – Czarna wieża · d8 – Czarny goniec · a7 – Czarny pionek · g7 – Czarny pionek · b6 – Czarny skoczek · e6 – Biały król · f6 – Biały pionek · e5 – Biała wieża · g5 – Biały goniec · e4 – Biały skoczek · h4 – Biały pionek · c2 – Czarny król | c8 – Czarna wieża · d8 – Czarny goniec · a7 – Czarny pionek · g7 – Czarny pionek · b6 – Czarny skoczek · e6 – Biały król · f6 – Biały pionek · e5 – Biała wieża · g5 – Biały goniec · e4 – Biały skoczek · h4 – Biały pionek · c2 – Czarny król | c8 – Czarna wieża · d8 – Czarny goniec · a7 – Czarny pionek · g7 – Czarny pionek · b6 – Czarny skoczek · e6 – Biały król · f6 – Biały pionek · e5 – Biała wieża · g5 – Biały goniec · e4 – Biały skoczek · h4 – Biały pionek · c2 – Czarny król | 4 |
| 3 | c8 – Czarna wieża · d8 – Czarny goniec · a7 – Czarny pionek · g7 – Czarny pionek · b6 – Czarny skoczek · e6 – Biały król · f6 – Biały pionek · e5 – Biała wieża · g5 – Biały goniec · e4 – Biały skoczek · h4 – Biały pionek · c2 – Czarny król | c8 – Czarna wieża · d8 – Czarny goniec · a7 – Czarny pionek · g7 – Czarny pionek · b6 – Czarny skoczek · e6 – Biały król · f6 – Biały pionek · e5 – Biała wieża · g5 – Biały goniec · e4 – Biały skoczek · h4 – Biały pionek · c2 – Czarny król | c8 – Czarna wieża · d8 – Czarny goniec · a7 – Czarny pionek · g7 – Czarny pionek · b6 – Czarny skoczek · e6 – Biały król · f6 – Biały pionek · e5 – Biała wieża · g5 – Biały goniec · e4 – Biały skoczek · h4 – Biały pionek · c2 – Czarny król | c8 – Czarna wieża · d8 – Czarny goniec · a7 – Czarny pionek · g7 – Czarny pionek · b6 – Czarny skoczek · e6 – Biały król · f6 – Biały pionek · e5 – Biała wieża · g5 – Biały goniec · e4 – Biały skoczek · h4 – Biały pionek · c2 – Czarny król | c8 – Czarna wieża · d8 – Czarny goniec · a7 – Czarny pionek · g7 – Czarny pionek · b6 – Czarny skoczek · e6 – Biały król · f6 – Biały pionek · e5 – Biała wieża · g5 – Biały goniec · e4 – Biały skoczek · h4 – Biały pionek · c2 – Czarny król | c8 – Czarna wieża · d8 – Czarny goniec · a7 – Czarny pionek · g7 – Czarny pionek · b6 – Czarny skoczek · e6 – Biały król · f6 – Biały pionek · e5 – Biała wieża · g5 – Biały goniec · e4 – Biały skoczek · h4 – Biały pionek · c2 – Czarny król | c8 – Czarna wieża · d8 – Czarny goniec · a7 – Czarny pionek · g7 – Czarny pionek · b6 – Czarny skoczek · e6 – Biały król · f6 – Biały pionek · e5 – Biała wieża · g5 – Biały goniec · e4 – Biały skoczek · h4 – Biały pionek · c2 – Czarny król | c8 – Czarna wieża · d8 – Czarny goniec · a7 – Czarny pionek · g7 – Czarny pionek · b6 – Czarny skoczek · e6 – Biały król · f6 – Biały pionek · e5 – Biała wieża · g5 – Biały goniec · e4 – Biały skoczek · h4 – Biały pionek · c2 – Czarny król | 3 |
| 2 | c8 – Czarna wieża · d8 – Czarny goniec · a7 – Czarny pionek · g7 – Czarny pionek · b6 – Czarny skoczek · e6 – Biały król · f6 – Biały pionek · e5 – Biała wieża · g5 – Biały goniec · e4 – Biały skoczek · h4 – Biały pionek · c2 – Czarny król | c8 – Czarna wieża · d8 – Czarny goniec · a7 – Czarny pionek · g7 – Czarny pionek · b6 – Czarny skoczek · e6 – Biały król · f6 – Biały pionek · e5 – Biała wieża · g5 – Biały goniec · e4 – Biały skoczek · h4 – Biały pionek · c2 – Czarny król | c8 – Czarna wieża · d8 – Czarny goniec · a7 – Czarny pionek · g7 – Czarny pionek · b6 – Czarny skoczek · e6 – Biały król · f6 – Biały pionek · e5 – Biała wieża · g5 – Biały goniec · e4 – Biały skoczek · h4 – Biały pionek · c2 – Czarny król | c8 – Czarna wieża · d8 – Czarny goniec · a7 – Czarny pionek · g7 – Czarny pionek · b6 – Czarny skoczek · e6 – Biały król · f6 – Biały pionek · e5 – Biała wieża · g5 – Biały goniec · e4 – Biały skoczek · h4 – Biały pionek · c2 – Czarny król | c8 – Czarna wieża · d8 – Czarny goniec · a7 – Czarny pionek · g7 – Czarny pionek · b6 – Czarny skoczek · e6 – Biały król · f6 – Biały pionek · e5 – Biała wieża · g5 – Biały goniec · e4 – Biały skoczek · h4 – Biały pionek · c2 – Czarny król | c8 – Czarna wieża · d8 – Czarny goniec · a7 – Czarny pionek · g7 – Czarny pionek · b6 – Czarny skoczek · e6 – Biały król · f6 – Biały pionek · e5 – Biała wieża · g5 – Biały goniec · e4 – Biały skoczek · h4 – Biały pionek · c2 – Czarny król | c8 – Czarna wieża · d8 – Czarny goniec · a7 – Czarny pionek · g7 – Czarny pionek · b6 – Czarny skoczek · e6 – Biały król · f6 – Biały pionek · e5 – Biała wieża · g5 – Biały goniec · e4 – Biały skoczek · h4 – Biały pionek · c2 – Czarny król | c8 – Czarna wieża · d8 – Czarny goniec · a7 – Czarny pionek · g7 – Czarny pionek · b6 – Czarny skoczek · e6 – Biały król · f6 – Biały pionek · e5 – Biała wieża · g5 – Biały goniec · e4 – Biały skoczek · h4 – Biały pionek · c2 – Czarny król | 2 |
| 1 | c8 – Czarna wieża · d8 – Czarny goniec · a7 – Czarny pionek · g7 – Czarny pionek · b6 – Czarny skoczek · e6 – Biały król · f6 – Biały pionek · e5 – Biała wieża · g5 – Biały goniec · e4 – Biały skoczek · h4 – Biały pionek · c2 – Czarny król | c8 – Czarna wieża · d8 – Czarny goniec · a7 – Czarny pionek · g7 – Czarny pionek · b6 – Czarny skoczek · e6 – Biały król · f6 – Biały pionek · e5 – Biała wieża · g5 – Biały goniec · e4 – Biały skoczek · h4 – Biały pionek · c2 – Czarny król | c8 – Czarna wieża · d8 – Czarny goniec · a7 – Czarny pionek · g7 – Czarny pionek · b6 – Czarny skoczek · e6 – Biały król · f6 – Biały pionek · e5 – Biała wieża · g5 – Biały goniec · e4 – Biały skoczek · h4 – Biały pionek · c2 – Czarny król | c8 – Czarna wieża · d8 – Czarny goniec · a7 – Czarny pionek · g7 – Czarny pionek · b6 – Czarny skoczek · e6 – Biały król · f6 – Biały pionek · e5 – Biała wieża · g5 – Biały goniec · e4 – Biały skoczek · h4 – Biały pionek · c2 – Czarny król | c8 – Czarna wieża · d8 – Czarny goniec · a7 – Czarny pionek · g7 – Czarny pionek · b6 – Czarny skoczek · e6 – Biały król · f6 – Biały pionek · e5 – Biała wieża · g5 – Biały goniec · e4 – Biały skoczek · h4 – Biały pionek · c2 – Czarny król | c8 – Czarna wieża · d8 – Czarny goniec · a7 – Czarny pionek · g7 – Czarny pionek · b6 – Czarny skoczek · e6 – Biały król · f6 – Biały pionek · e5 – Biała wieża · g5 – Biały goniec · e4 – Biały skoczek · h4 – Biały pionek · c2 – Czarny król | c8 – Czarna wieża · d8 – Czarny goniec · a7 – Czarny pionek · g7 – Czarny pionek · b6 – Czarny skoczek · e6 – Biały król · f6 – Biały pionek · e5 – Biała wieża · g5 – Biały goniec · e4 – Biały skoczek · h4 – Biały pionek · c2 – Czarny król | c8 – Czarna wieża · d8 – Czarny goniec · a7 – Czarny pionek · g7 – Czarny pionek · b6 – Czarny skoczek · e6 – Biały król · f6 – Biały pionek · e5 – Biała wieża · g5 – Biały goniec · e4 – Biały skoczek · h4 – Biały pionek · c2 – Czarny król | 1 |
|   | a | b | c | d | e | f | g | h |   |

Pod koniec filmu, Josh gra w ostatniej rundzie z najtrudniejszym przeciwnikiem o nazwisku Jonathan Poe. Prawdziwy przeciwnik Josha nie nazywał się Jonathan Poe, tylko Jeff Sarwer (chłopiec młodszy od Josha o 2 lata). Pod koniec partii w filmie Josh zaproponował Jonathanowi remis. Poe odrzucił propozycję i kontynuował grę, ostatecznie przegrywając. Sarwer w rzeczywistości również odrzucił propozycję remisu, jednak partia zakończyła się właśnie takim wynikiem (na szachownicy pozostały tylko dwa króle) i obaj zostali mistrzami, dzieląc tytuł.
Na diagramie pokazano pozycję w partii przed tym, jak Josh zaproponował Jonathanowi remis. Ta pozycja nie miała miejsca w prawdziwym pojedynku Sarwer - Waitzkin. Została wymyślona specjalnie na potrzeby filmu przez Josha Waitzkina i Bruce'a Pandolfiniego (trenera Josha, wcześniej również trenera Jeffa Sarwera). Wykonano następujące posunięcia:
1. ...g:f6
2. G:f6 Wc6+
3. Kf5 W:f6+!
4. S:f6 G:f6
5. K:f6 Sd7+
6. Kf5 S:e5
7. K:e5?? a5
8. h5 a4
9. h6 a3
10. h7 a2
11. h8H a1H+
12. Kf5 H:h8 0-1 (białe poddały się)

W październiku 1995 r. w Chess Life, arcymistrz Larry Evans uznał, że gra białych była niepoprawna. Jonathan mógł zremisować (podwójny znak zapytania po 7. ruchu białych wskazuje na poważny błąd) poprzez wykonanie posunięcia pionem, zamiast zbicia skoczka.